# Бекетовка (аэродром)
Бекетовка — спортивный аэродром (бывший военный аэродром) в Волгограде, расположенный в Кировском районе города, в 20 км южнее центра города. Официальное название «Волгоград (Бекетовка)».

## История аэродрома
Создан в конце 1930-х как военный аэродром.
В период Сталинградской битвы использовался полками 102-й истребительной авиационной дивизии ПВО Сталинградского района ПВО. Дивизия действовала в подчинении командования Сталинградского фронта.
В период с 11 по 31 августа 1942 года на аэродроме базировалась 2-я эскадрилья 787-го истребительного авиационного полка 125-й истребительной авиационной дивизии ПВО, приданная для усиления противовоздушной обороны Сталинграда. Эскадрилья была вооружена английскими истребителями «Харрикейн».
В июне 1943 года на аэродроме составе 2-й гвардейской истребительной авиадивизии ПВО (ранее, до 31 марта 1943 года именовалась как 102-я истребительная авиационная дивизия ПВО) формировался 936-й истребительный авиационный полк ПВО по штату 015/325 на основании приказа ИА ПВО ТС № 0101 от 16.06.1943 г., шифротелеграммы Командующего ПВО ТС № 816 от 20.06.1943 года и приказа 2 гиад № 0082 от 26.06.1943 года. В июле 1943 года личный состав 30 человек, в основном ИТС, предназначенный для формирования, направлен в н.п. Чёрный Яр на Волге. В октябре 1943 года полк передислоцирован в г. Астрахань, куда начал прибывать летный состав.
С 16 июня 1943 года по 20 октября на аэродроме формировался 933-й истребительный авиационный полк ПВО на самолётах Як-1 и Hawker Hurricane. Одновременно шло освоение новой техники — самолёта Supermarine Spitfire Mk.IX. Войдя в состав 2-й гвардейской истребительной авиадивизии ПВО полк начал боевые действия по прикрытию военно-промышленных объектов в районе Сталинграда и Красноармейска. В октябре 1944 года полк перебазировался на аэродром Король-1 (Румыния).
С 1954 по 1998 годы использовался как учебный аэродром Качинского высшего военного авиационного училища лётчиков. С конца 1990-х используется как спортивный аэродром для полётов на самолётах Як-52 и парапланах, выброски парашютистов с самолётов Ан-2, а также для автогонок.
Вблизи Волгограда имеется ещё один военный аэродром — Мариновка.